# Округ Кини (Тексас)
Округ Кини (енгл. Kinney County) је округ у америчкој савезној држави Тексас. По попису из 2010. године број становника је 3.598.

## Демографија
Према попису становништва из 2010. у округу је живело 3.598 становника, што је 219 (6,5%) становника више него 2000. године.
| Група             | 2000.         | 2010.         |
| Белци             | 1.587 (47,0%) | 1.496 (41,6%) |
| Афроамериканци    | 57 (1,7%)     | 53 (1,5%)     |
| Азијати           | 4 (0,1%)      | 10 (0,3%)     |
| Хиспаноамериканци | 1.707 (50,5%) | 2.004 (55,7%) |
| Укупно            | 3.379         | 3.598         |